# ららさくら
ららさくら（本名：本田 有佳梨、1967年1月17日 - ）は、日本の女優・タレントである。所属芸能事務所は、オリナユカリオフィス。
代表者　本田由香里
北海道生まれ。専修大学卒業。特技は極真空手と回し蹴りによるバット折り。
江東区民まつり、国際交流会館、東雲シーサイドまつり、豊洲町会盆踊り大会等各地盆踊りで生歌唱による音頭を披露している。
猫の保護活動も行なっていて2025年現在のべ16匹の猫を自宅にて育てている。

## 出演

### テレビ
- 『凛凛と』（NHK連続テレビ小説・1990年）
- 『笑っていいとも!』“見た目にダマされるな!利き人間番付”（フジテレビ・2001年）
- 『新人類スチュワーデス二人旅』（TBS）
- 『北野タレント名鑑・｢ら｣のつく芸能人』

### CM
- バンダイ・ウルトラマンガイア
- 小学館・P-and
- メルシャン・セレクションドール

### その他
- 雑誌：Cabiネットeyeモード（連載）
- 単行本：富裕層の財布／プレジデント社
- ポスター：湯けむり探検隊が行く
- CD:らら音頭さくらは旬／高山みれん
- イベント：東雲シーサイド祭り盆踊り大会、江東区民まつり、国際交流館盆踊り大会　他各地盆踊り大会

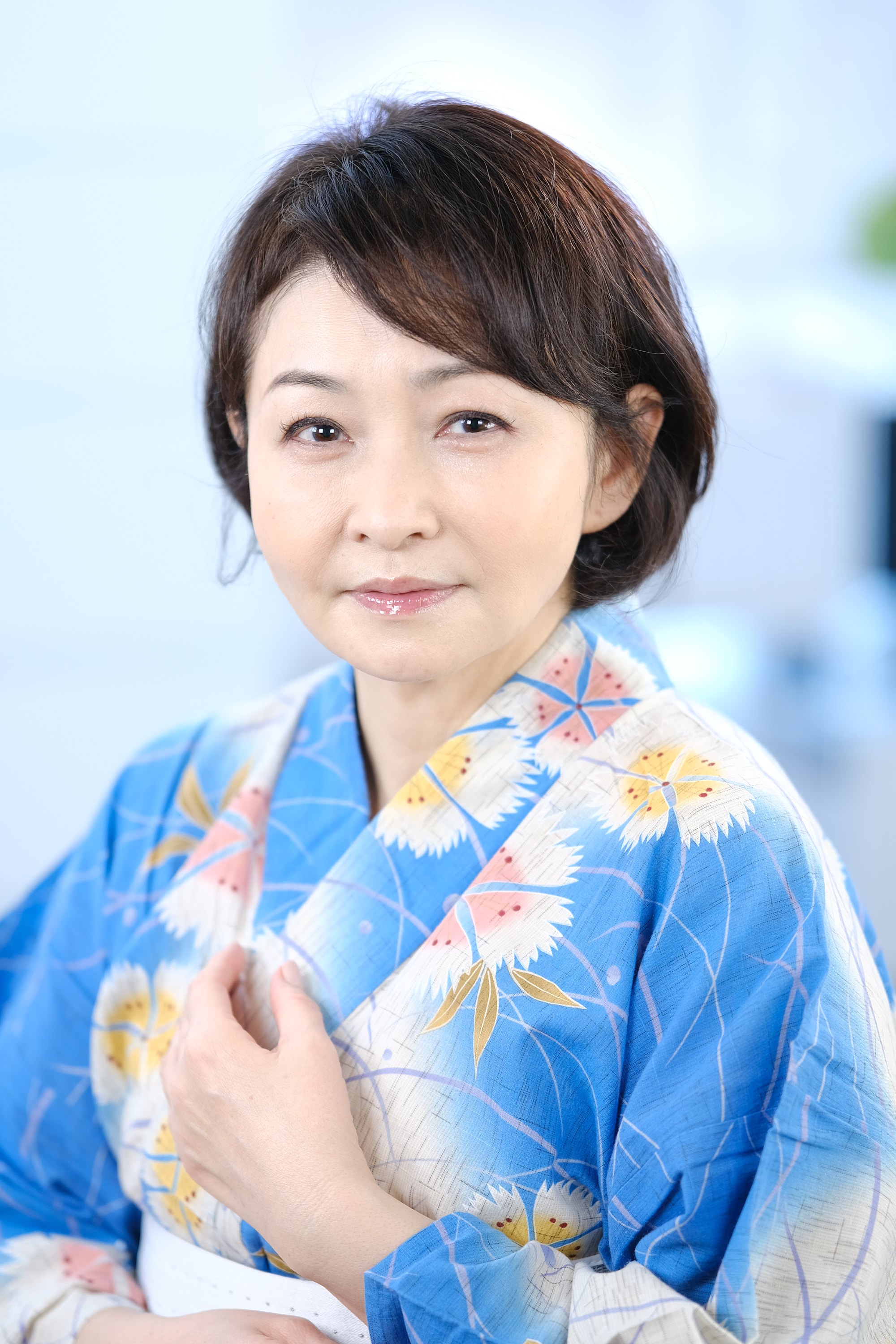
ららさくら2024年1月撮影